# And Every Single One Was Someone
And Every Single One Was Someone (ISBN 9789652295910) är en bok utgiven 2013 till minne av de judar som mördades under Förintelsen. Boken, som innehåller 1 250 sidor, innehåller ett enda ord, "Jew", tryckt sex miljoner gånger. Varje sida i boken innehåller ordet "Jew" 4 800 gånger; typsnittet är Minion. Idén till boken kom från läraren och radioprataren Phil Chernofsky. Han betraktar boken som ett minnesmärke.

### Webbkällor
- Rudoren, Jodi (25 januari 2014). ”Holocaust Told in One Word, 6 Million Times” (på engelska). The New York Times (The New York Times Company). ISSN 0362-4331. OCLC 1645522. https://www.nytimes.com/2014/01/26/world/middleeast/holocaust-told-in-one-word-6-million-times.html. Läst 24 mars 2021.